# Klavdia Nazarova
Pour les articles homonymes, voir Nazarov.
Klavdia Nazarova (russe : Клавдия Назарова ; 1er octobre 1920 – 12 décembre 1942) était l'organisatrice d'une unité partisane d'un Komsomol clandestin à Ostrov au cours de la Seconde Guerre mondiale, qui a reçu à titre posthume le titre d'Héroïne de l'Union soviétique le 20 août 1945, après son exécution par les Allemands.

## Enfance
Nazarova est née dans une famille de paysans russe à Ostrov dans le gouvernement de Pskov. Son père meurt des suites d'une blessure subie pendant la Première Guerre mondiale lorsque Klavdia est encore jeune. En plus de réussir ses dix années d'école secondaire, elle assiste à la l'Université d'État de la culture physique, du sport et de la santé de Leningrad pendant un an et devient une dirigeante d'un détachement de Jeunes Pionnièrs dans une école locale. Elle est membre du Komsomol. Dans les dernières années d'avant-guerre, elle travaille comme couturière.

## Activités partisanes
Peu de temps après l'invasion allemande de l'Union soviétique en 1941, Nazarova s'inscrit dans une formation pour devenir infirmière, mais est bientôt nommée par le Comité du Parti du District, commandante adjointe du bataillon paramilitaire jeunesse affecté à la traque et la capture des parachutistes de l'Axe. Cependant, le groupe est en infériorité numérique et ils doivent fuir Ostrov à l'arrivée des troupes allemandes. En juillet 1941, Nazarova accueille un groupe de membres de la résistance dans son appartement, et le groupe la nomme cheffe du détachement. Initialement, ils ont pour mission de rassembler des armes pour les prisonniers de guerre soviétiques et les partisans et d'aider les soldats de l'Armée rouge blessés à trouver leur chemin vers la zone contrôlée par les soviétiques grâce à des cartes, des boussoles, des armes et des provisions pendant leur convalescence dans l'hôpital où Nazarova travaille. Plus tard, Ils finissent par mettre la main sur des passeports vides et après les avoir remplis, les donnent aux soldats soviétiques pour qu’ils puissent se déplacer sans danger. Le groupe commence à s'engager dans des missions de reconnaissance lorsque l'un des leurs est engagé dans un mess allemand. Il prendra alors le risque de poser des tract sur les atrocités commises par les allemands au siège de la Wehrmacht. L'unité de sabotage découpe des câbles téléphoniques, met le feu aux immeubles de bureaux et aux casernes, fait dérailler des trains, et provoque même régulièrement des coupures de courant grâce à leur membre travaillant dans une centrale électrique[réf. nécessaire]. L'activité la plus cruciale est celle de voler les plans du blocus de Leningrad, offrant à l'Armée de l'air soviétique l'emplacement des dépôts de carburant à bombarder,.
Trois fidèles aux partisans sont capturés en essayant de traverser la frontière entre le territoire contrôlé par les allemands et celui contrôlé par les soviétiques. L'un d'entre eux préfère avaler du poison qu'être capturé mais deux soldats de l'Armée rouge sont capturés et révèlent les noms des partisans dont Nazarova, sous la torture. Ces derniers sont arrêtés et le 12 décembre 1942, Nazarova est publiquement exécutés par les Allemands dans le centre-ville d'Ostrov. Après, son cadavre est pendu à une potence pendant trois jours avant d'être enterrée. Le 20 août 1945, elle est, à titre posthume, déclarée Héroïne de l'Union soviétique,.

## Distinctions
- Héros de l'Union soviétique
- Ordre de Lénine

## Hommages
- En 1963, un monument en sa mémoire est érigé à Ostrov[5] et son nom est donné à une école[2].
- À Kaliningrad, une rue est nommée en son honneur et une plaque y est apposée[6].